# Holt (Familienname)
Holt ist ein insbesondere in Norddeutschland, den Niederlanden, Dänemark, Norwegen und in englischsprachigen Ländern üblicher Familienname.

## Herkunft des Familiennamens
Holt ist ein Wohnstättenname zu mittelhochdeutsch holz, mittelniederdeutsch holt "Wald, Gebüsch". Jemand, der am Wald wohnt.

## Schreibweisen
Weitere Schreibweisen des Familiennamens sind:
- Holtz
- Holz
- Hult (schwedisch)

## Namensträger

### A
- Amber Holt (* 1985), US-amerikanische Basketballspielerin
- Andrea Holt (* 1970), englische Tischtennisspielerin
- Anna Cornelia Holt (1671–ca. 1706), niederländische Malerin
- Anne Holt (* 1958), norwegische Autorin

### B
- Benjamin Holt (1849–1920), US-amerikanischer Erfinder
- Brian Holt (Fußballspieler) (* 1988), US-amerikanischer Fußballspieler
- Brian Van Holt (* 1969), US-amerikanischer Schauspieler
- Brandon Holt  (* 1998), US-amerikanischer Tennisspieler

### C
- Charlene Holt (1928–1996), US-amerikanische Schauspielerin
- Charles A. Holt (* 1948), US-amerikanischer Ökonom
- Chris Holt (* 1985), US-amerikanischer Eishockeyspieler
- Christine E. Holt (* 1954), britische Neurowissenschaftlerin und Entwicklungsbiologin
- Christopher van Holt, deutscher Künstler, Produzent und Fotograf
- Claire Holt (* 1988), australische Schauspielerin
- Corcoran Holt (* um 1980), US-amerikanischer Jazzmusiker

### D
- Daniel Holt (Radsportler) (* 1981), US-amerikanischer Radrennfahrer
- Daniel Holt (Schwimmer) (* 1992), neuseeländischer Schwimmer
- Dave Holt (* 1944), britischer Langstreckenläufer
- David Holt (Schauspieler) (1927–2003), US-amerikanischer Kinderschauspieler, Autor, Komponist und Herausgeber
- David Holt (Fußballspieler, 1936) (* 1936), schottischer Fußballspieler
- David Holt (Fußballspieler, 1945) (1945–2020), englischer Fußballspieler
- David Holt (Musiker) (* 1946), US-amerikanischer Musiker
- David Holt (Fußballspieler, 1952) (1952–2003), englischer Fußballspieler
- David Anders Holt (* 1981), US-amerikanischer Schauspieler, siehe David Anders
- David Lee Holt (* 1960), US-amerikanischer Gitarrist

### E
- Edwin Holt (1873–1946), US-amerikanischer Psychologe und Philosoph
- Elmer Holt (1884–1945), US-amerikanischer Politiker
- Eric Holt (* 1995), US-amerikanischer Leichtathlet
- Evelyn Holt (1906–2001), deutsche Schauspielerin

### G
- Gary Holt (Eishockeyspieler) (Gary Ray Holt; * 1952), kanadischer Eishockeyspieler
- Gary Holt (Musiker) (Gary Wayne Holt; * 1964), US-amerikanischer Gitarrist und Musikproduzent
- Gary Holt (Fußballspieler) (Gary James Holt; * 1973), schottischer Fußballspieler und -trainer
- Grant Holt (* 1981), britischer Fußballspieler

### H
- Hans Holt (1909–2001), österreichischer Schauspieler
- Harold Holt (1908–1967), australischer Politiker
- Hazel Holt (1920–2015), britische Schriftstellerin
- Helen F. Holt (1913–2015), US-amerikanische Politikerin
- Hendrik Holt (* 1990), deutscher Unternehmer und Anlagebetrüger
- Henry Holt (Verleger) (1840–1926), US-amerikanischer Verleger
- Henry Holt (Autor) (1881–1955), britischer Schriftsteller
- Henry Holt (Politiker) (1887–1944), US-amerikanischer Politiker (North Dakota)
- Henry Holt (Musiker) (1934–1997), österreichisch-amerikanischer Komponist und Dirigent
- Henry E. Holt (1929–2019), US-amerikanischer Astronom
- Henry H. Holt (1831–1898), US-amerikanischer Politiker
- Hines Holt (1805–1865), amerikanischer Politiker
- Homer A. Holt (1898–1975), amerikanischer Politiker

### J
- Jack Holt (1888–1951), amerikanischer Schauspieler
- James Clarke Holt (1922–2014), britischer Historiker
- James Maden Holt (1829–1911), britischer Politiker
- Jany Holt (1909–2005), französische Schauspielerin
- Jason Holt (* 1993), schottischer Fußballspieler
- Jay Holt (Jay James Holt; 1923–2012), US-amerikanischer Ringer
- Jennifer Holt (1920–1997), amerikanische Schauspielerin
- Jim Holt (* 1954), US-amerikanischer Autor
- Joe Holt (* 1997), britischer Radsportler
- Joe Holt (Schauspieler) (* 1970), US-amerikanischer Schauspieler, Filmproduzent, Filmregisseur, Drehbuchautor und Synchronsprecher
- Johann Julius Sontag von Holt Sombach (* 1962), deutscher Komponist
- Johannes Holt († 1432), deutscher Theologe, Hochschullehrer und Domherr
- John Holt (Tiermediziner) (1931–2013), australischer Tierarzt und Sportschütze
- John Holt (Musiker) (1947–2014), jamaikanischer Reggae-Musiker
- John Holt (Fußballspieler) (* 1956), schottischer Fußballspieler
- John Caldwell Holt (1923–1985), amerikanischer Pädagoge
- John G. Holt, amerikanischer Biologe
- Jonathan Holt (Schriftsteller) (* 1962), britischer Schriftsteller
- Joseph Holt (1807–1894), amerikanischer Politiker und General
- Joseph F. Holt (1924–1997), amerikanischer Politiker

### K
- Kåre Holt (1916–1997), norwegischer Schriftsteller
- Kendall Holt (* 1981), US-amerikanischer Boxer
- Kevin Holt (* 1993), schottischer Fußballspieler
- Kristina von Holt (* 1972), Schweizer Schauspielerin

### L
- Lester Holt (* 1959), US-amerikanischer Journalist
- Luther Emmett Holt (1855–1924), US-amerikanischer Kinderarzt
- Luther Emmett Holt Jr. (1895–1974), US-amerikanischer Mediziner, Mitentdecker des Heparins

### M
- Marjorie Holt (1920–2018), amerikanische Politikerin
- Mark Holt, Spezialeffektkünstler
- Martin Holt (1881–1956), britischer Fechter
- Michael Holt (Musiker) (* 1968), kanadischer Musiker
- Michael Holt (Fußballspieler, 1977) (* 1977), englischer Fußballspieler
- Michael Holt (Snookerspieler) (* 1978), englischer Snookerspieler
- Michael Holt (Fußballspieler, 1986) (* 1986), deutscher Fußballspieler

### N
- Nancy Holt (1938–2014), US-amerikanische Künstlerin
- Natalie Holt, britische Komponistin und Violinistin
- Nathalia Holt (* 1980), US-amerikanische Wissenschaftsjournalistin und Sachbuchautorin
- Nina Holt (* 2003), deutsche Sportlerin im Schwimm- und Rettungssport

### O
- Olivia Holt (* 1997), US-amerikanische Schauspielerin und Sängerin
- Orrin Holt (1792–1855), amerikanischer Politiker

### P
- Patricia Blomfield Holt (1910–2003), kanadische Komponistin, Musikpädagogin und Pianistin
- Patrick G. Holt, australischer Mediziner
- Paul Holt, Deckname von Alfred Wagenknecht (1881–1956), amerikanischer Politiker
- Peder Holt (1899–1963), norwegischer Politiker
- Peter Holt (1945–2003), amerikanischer Filmkomponist

### R
- Randy Holt (* 1953), kanadischer Eishockeyspieler
- Redd Holt (1932–2023), US-amerikanischer Schlagzeuger, Bandleader und Musikpädagoge
- Richild Holt (* 1941), deutsche Malerin und Zeichnerin
- Robert D. Holt, US-amerikanischer Ökologe, Evolutionsbiologe und Hochschullehrer
- Robin Holt (* 1966), britischer Wirtschaftswissenschaftler
- Roy James Holt (* 1947), US-amerikanischer Physiker
- Rush D. Holt Sr. (1905–1955), US-amerikanischer Politiker
- Rush D. Holt Jr. (* 1948), US-amerikanischer Politiker

### S
- Sandrine Holt (* 1972), kanadische Schauspielerin
- Saxon Winston Holt (1871–1940), US-amerikanischer Politiker
- Seth Holt (1923–1971), britischer Filmregisseur, Produzent, Drehbuchautor und Filmeditor
- Simeon ten Holt (1923–2012), niederländischer Komponist
- Simon Holt (* 1958), britischer Komponist
- Sophia Holt (1658–1734), niederländische Malerin
- Steve Holt (Pianist), (* 1954), kanadischer Jazzmusiker
- Steve Holt (Gitarrist), US-amerikanischer Rockmusiker

### T
- Tara Holt (* 1988), US-amerikanische Schauspielerin
- Thelma Holt (* 1932), britische Schauspielerin
- Thelma Ann Holt, südafrikanische Squashspielerin
- Thomas Michael Holt (1831–1896), amerikanischer Politiker
- Tim Holt (1919–1973), amerikanischer Schauspieler
- Tom Holt (* 1961), britischer Autor
- Torry Holt (* 1976), amerikanischer American-Football-Spieler

### V
- Victoria Holt (1906–1993), britische Schriftstellerin, siehe Eleanor Burford

### W
- Will Holt (1929–2015), US-amerikanischer Songwriter
- William Holt (Politiker) (1737–1791), US-amerikanischer Politiker, Bürgermeister von Williamsburg
- William Holt (Jesuit) (1545–1599), englischer Jesuit
- William Holt (Schriftsteller) (1897–1977), britischer Schriftsteller und Künstler
- William Holt (Cricketspieler) (* 1935), neuseeländischer Cricketspieler
- William H. Holt (1842–1919), US-amerikanischer Richter
- Willy Holt (1921–2007), amerikanischer Filmausstatter

### Z
- Zora Holt (* 1975), deutsche Schauspielerin

### Fiktive Personen
- Werner Holt, Titelfigur des Romans Die Abenteuer des Werner Holt